# Kethelyn Rodrígues
 Kethelyn Larissa Rodrigues Tomaz (Sao Paulo, 16 de marzo de 2002) es una futbolista brasileña. Juega de delantera y su actual equipo es el SE União de Natal del Brasileirao Femenino Serie A3.

## Clubes
| Club                  | País   | Año       |
| --------------------- | ------ | --------- |
| Santos FC             | Brasil | 2017-2018 |
| Corinthians           | Brasil | 2018-2019 |
| Ceará S.C             | Brasil | 2019-2020 |
| Brasil de Farroupilha | Brasil | 2021      |
| SE União de Natal     | Brasil | 2022-act. |